# 米粩
米粩，又稱粩、麻粩，為台灣的傳統米製品，將芋頭加糯米蒸熟製作粿糕，再切條風乾，經油炸後，即成米菓，將米菓裹上麥芽，再滾沾爆米花即為米粩，又稱豬油粩。
若將米菓裹上麥芽，滾沾芝麻就稱麻粩，有花生、杏仁、海苔等多種口味。福建安溪稱裹芝麻為「麻蓼」，裹米花為「蓼花」，仙遊則分別稱為「麻筒」與「蓼花」。華南人運江米入陝西三原、涇陽一帶，將此製品引入，形成中國大陸著名地理標誌產品「三原蓼花糖」。

## 用途
最先作為一般節慶祭祀常見祭品，民間訂婚聘禮、新娘歸寧也都以麻粩、米粩作為禮品。

## 傳統吃法
將粩打碎，一片片的散落在碗中，用熱開水沖泡(或熱烏龍茶)，直到粩中的麥芽漸漸融化，即可嚐到脆脆的米香及香濃的麥芽香。

## 口味
- 甜米粩：都用米爆成圓型；米粩又稱為豬油粩，因早期的用油為豬油，不過現在養生概念興起，皆使用素食油（植物油）代替。有句臺灣閩南語諺語：「吃粩活到老老」。
- 鹹米粩：製作方式與米粩一樣，灑上米粒時，再加上金黃色的鹹油蔥，為鹿港人獨特的口味，適合搭配豆漿食用。